# Médaille Hoover
La médaille Hoover est un prix d'ingénierie américain. 
Il est attribué depuis 1930 pour « des services exceptionnels hors carrière rendus par des ingénieurs à l'humanité ». 

## Histoire
Le prix est décerné conjointement par :
- l’American Institute of Chemical Engineers
- l’American Institute of Mining, Metallurgical, and Petroleum Engineers (en)
- l'American Society of Civil Engineers
- l'Institute of Electrical and Electronics Engineers
- l'American Society of Mechanical Engineers

Le prix porte le nom de Herbert Hoover, le premier récipiendaire.

## Lauréats
- 1930 : Herbert Hoover
- 1936 : Ambrose Swasey
- 1938 : John Frank Stevens
- 1940 : Gano Dunn
- 1941 : D. Robert Yarnall
- 1942 : Gerard Swope
- 1944 : Ralph E. Flanders
- 1945 : William Henry Harrison
- 1946 : Vannevar Bush
- 1948 : Malcolm Pirnie
- 1949 : Frank B. Jewett
- 1950 : Karl T. Compton
- 1951 : William L. Batt
- 1952 : Clarence D. Howe
- 1954 : Alfred P. Sloan Jr.
- 1955 : Charles F. Kettering
- 1956 : Herbert Hoover Jr.
- 1957 : Scott Turner
- 1958 : Raymond A. Wheeler
- 1959 : Henry T. Heald
- 1960 : Dwight D. Eisenhower
- 1961 : Mervin J. Kelly
- 1962 : Walker Lee Cisler
- 1963 : James Rhyne Killian Jr.
- 1964 : John Alexander McCone
- 1966 : Lillian Moller Gilbreth
- 1967 : Lucius D. Clay
- 1968 : Sir Harold Hartley
- 1969 : Edgar F. Kaiser
- 1970 : John Erik Jonsson
- 1971 : Luis A. Ferré
- 1972 : Frederick R. Kappel
- 1973 : William Joseph Hedley
- 1974 : David Packard
- 1975 : James Boyd
- 1976 : James B. Fisk
- 1977 : Peter C. Goldmark
- 1978 : Donald C. Burnham
- 1979 : Charles M. Brinckerhoff
- 1980 : Stephen D. Bechtel Jr.
- 1981 : Arnold O. Beckman
- 1982 : Michel T. Halbouty
- 1983 : Joseph J. Jacobs
- 1984 : Kenneth A. Roe
- 1985 : Robert C. West
- 1986 : Lawrence P. Grayson
- 1987 : Martin Goland
- 1988 : William R. Gianelli
- 1989 : John J. McKetta
- 1990 : Joseph M. Rodgers
- 1991 : Haldor F. Topsoe
- 1992 : Roland W. Schmitt
- 1993 : Mario G. Salvadori
- 1994 : William J. Carroll
- 1995 : Dean Kamen
- 1996 : M. Hasan Nouri
- 1997 : Otto J. Helweg
- 1998 : James Earl Carter Jr.
- 2001 : Richard H. Stanley
- 2002 : Charles H. Thornton
- 2003 : Barry K. Thacker
- 2005 : Sudabeh Shoja
- 2007 : Bernard Amadei
- 2008 : APJ Abdul Kalam
- 2012 : N R Narayana Murthy
- 2013 : Steve Wozniak
- 2015 : Robert S. Langer
- 2016 : Leonard Harris, Australia
- 2017 : John Staehlin
- 2018 : David C. Baldwin
- 2019 : Marc Edwards
- 2020 : William Hammack
- 2021 : Cato Laurencin